# SPEC.
SPEC. (Stimulating People to Evolve Culture) is een Nederlands artiestenmanagementbureau voor hoofdzakelijk hiphopartiesten en later ook vloggers.

## Geschiedenis
Het bedrijf, dat in 2000 werd opgericht door Breghje Kommers, was aanvankelijk vooral een evenementenbureau en organisator van hiphopfeesten. In 2002 tekende Ali B bij het bedrijf toen hij herstellende was van een gokverslaving. Kommers zorgde ervoor dat zijn schulden werden ingelost en hij werd in 2004 partner in SPEC. Ze is sinds 2006 getrouwd met Ali B.
De overkoepelende holding bestaat behalve uit SPEC. uit een muzieklabel, genaamd TRIFECTA (tot eind 2019 in samenwerking met Warner Music Benelux). Verder is er een boekingsbureau, genaamd WOLF Bookings (in samenwerking met MOJO). Het aanbod bestaat uit rappers, zangers, youtubers, singer- songwriters, producers en theatermakers. Sinds 2007 staat Frank Barendse tevens aan de leiding van het bedrijf.
In 2020 werd tijdens de coronacrisis in Nederland het artiestenbureau door de overheid ingezet om de crisis te beïnvloeden middels influencer-marketing. Voor deze overheidscampagne '#alleensamen' werden de influencers Famke Louise en Boef ingezet.
Naar aanleiding van de aflevering BOOS: This is The Voice waarin naar buiten kwam dat onder anderen Ali B seksueel overschrijdend gedrag zou hebben vertoond, legde hij zijn werk bij het managementbureau neer.

## Artiesten
Bij het managementbureau zijn onder anderen bekende Nederlandse artiesten en vloggers als Ali B (vanaf 2004), Boef (ca. 2016-2020), Ronnie Flex, Famke Louise (2018-2020), StukTV, Monica Geuze, Najib Amhali, Mula B, Brace (na 2011), Yes-R (2005-2014), Lil' Kleine (vanaf 2023), Glen Faria, Soufiane Eddyani (na 2017), Brownie Dutch, Charly Luske, Victoria Koblenko en Darryl aangesloten (geweest).